# VNV Global
VNV Global är ett investmentbolag  som fokuserar på långsiktiga investeringar i primärt onoterade bolag i både utvecklade marknader och tillväxtmarknader. Bolagets affärsidé är att identifiera och investera i tillgångar med värdeökningspotential, med ett övergripande fokus på bolag med starka nätverkseffekter. Portföljen består av innehav inom sektorerna digital hälsa, mobilitet och online marknadsplatser. Bolaget gick tidigare under namnet Vostok New Ventures och dessförinnan Vostok Nafta.
VNV Global, då "Nya" Vostok Nafta, bildades hösten år 2007 och noterades på Stockholmsbörsen via en avknoppningsaffär. Det Gazprom-tunga investmentbolaget Vostok Nafta bytte namn till Vostok Gas, samtidigt som de övriga aktieinnehaven (som inte var Gazprom-aktier) placerades i ett nytt bolag där det gamla bolagsnamnet Vostok Nafta återanvändes.  
Bolaget bytte namn till Vostok New Ventures 2015-06-15 och därefter till VNV Global 2020-05-27